# Ciudad Perdida (Madre de Dios)
La Ciudad Perdida es el término que recibe unas ruinas en forma de pirámide ubicadas en el corazón de la Reserva Comunal Amarakaeri, en la provincia de Manu, en el departamento de Madre de Dios, del sureste del Perú.

## Descubrimiento
Fue descubierto el 15 de septiembre de 2017 por exploradores españoles en la Reserva Comunal Amarakaeri junto a indígenas locales, el descubrimiento formaba parte de un proyecto de revalorización de la cultura Harákmbut.
Los descubridores pidieron al gobierno del Departamento de Madre de Dios que cree una área de protección natural alrededor de la Reserva Comunal Amarakaeri, así como declarar a esta última de bien cultural a proteger.
Los españoles que lideraron la exploración son la arqueóloga Geanette Guzmán y el explorador español Diego Cortijo, quienes estuvieron siete años explorando en la selva.

## Descripción
El sitio de la Ciudad Perdida en la Reserva Comunal Amarakaeri, se encuentra cerca de las fronteras entre Perú, Brasil y Bolivia, es un área de difícil acceso para la comunidad científica. Los exploradores españoles relatan que, para ellos, las ruinas pudieran estar relacionadas con la mítica ciudad legendaria de Paititi.
La Sociedad Geográfica Española informó que los restos formarían parte de una cultura precolombina de la Amazonía. El sitio es descrito como una plataforma en forma de pirámide de uso ceremonial.

## referencias
1. 1 2  «Hallan restos que podrían ser la ciudad perdida de Paitití». El Deber. 15 de septiembre de 2017. Consultado el 20 de febrero de 2021.
2. 1 2 3 4 5  «Descubren los restos de una plataforma ceremonial que podría pertenecer a la ciudad perdida de Paititi». ABC. 15 de septiembre de 2017. Consultado el 20 de febrero de 2021.
3. ↑  «Encuentran restos de la ciudad perdida de Paititi». Expreso. 16 de septiembre de 2017. Consultado el 20 de febrero de 2021.